# Luna Ferguson
Luna Ferguson é uma pessoa não binário, cineasta e ativista LGBTQ do Canadá, referindo-se pelos pronomes they/them, os quais podem ser equivalentes, no português, de elu/delu.
Ferguson é graduade pelo Algonquin College, pela University of Western Ontario e pela University of British Columbia .
Em maio de 2017, Ferguson iniciou o processo de alteração de seu registro de nascimento para não binário . No entanto,  em setembro de 2017, diante da longa demora, elu decide registrar uma queixa ao Tribunal de Direitos Humanos de Ontário. Em seguida, o governo de Ontário, em 2018, muda suas políticas e finalmente emite sua certidão de nascimento constando o gênero como não binário. Graças à ação de Ferguson, além de ter opções para mudar de gênero para masculino, feminino ou X, Ontário é a primeira província canadense, e administração governamental no mundo, a permitir que os cidadãos solicitem certidões de nascimento sem designação sexual.
Em relação à sua carreira enquanto cineasta, Ferguson atualmente está trabalhando em um documentário sobre sua vida como pessoa não binária e a luta pelo reconhecimento legal, o qual encontra-se em pós-produção. Ademais, seu filme Whispers of Life foi vencedor do prêmio do público e do júri de Melhor Curta-Metragem GLBTTQ* no Reel Pride Film Festival de 2014 e ganhou o prêmio do público no Reelout Queer Film Festival . Elu também é diretore e produtore de Limina, lançado em 2016, que conta a experiência de uma criança de gênero fluido, sendo o primeiro filme a ser indicado nas categorias de atuação masculina e feminina para o mesmo ator pelo Leo Awards .
Além de sua atuação no cinema, Ferguson teve seu livro de não ficção Me, Myself, They publicado em 2019.
Em setembro de 2019, Ferguson anuncia a mudança legal de seu primeiro nome para Luna.
- Reconhecimento legal de gênero não binário#Canadá